# Неутрализација (хемија)
Неутрализација је хемијска реакција, у општем случају, између киселине и базе у којој се формирају со и вода. Реакција је јонског типа, егзотермна је и једна од најважнијих реакција у неорганској хемији.
Неутрализација се углавном одвија у раствору супстанци где су оне дисосоване на јоне. У најопштијем случају реакција се своди на следеће:
киселина + база → со + вода
{\displaystyle {\ce {H2SO4 + 2NaOH -> Na2SO4 + 2H2O}}}
Реакција је могућа, и до ње долази, зато што се као производ реакције ствара слабо дисосујућа супстанца (слаб електролит) - вода.
Другачије приказано, реакција се своди на комбиновање катјона водоника и хидроксидних анјона до воде.
{\displaystyle {\ce {2H+ + SO4^2- + 2Na+ + 2OH- -> 2Na+ + SO4^2- + 2H2O}}}
Уколико се скрате исти јони са обе стране реакције (катјони натријума и анјони сулфата), остаје:
{\displaystyle {\ce {2H+ + 2OH- -> 2H2O}}} {\displaystyle \Delta _{r}H=-111,8kJ/mol}
Као што се примећује, реакција је јако егзотермна.
Осим општег случаја, реакције неутрализације се одвијају и између следећих комбинација једињења:
анхидрид киселине + база → со + вода
анхидрид базе + киселина → со + вода
Неутрализација не мора бити потпуна, већ и делимична, при чему настају киселе/базне соли:
{\displaystyle {\ce {H2SO4 + NaOH -> NaHSO4 + H2O}}}
{\displaystyle {\ce {HCl + Mg(OH)2 -> Mg(OH)Cl + H2O}}}
Реакција неутрализације битна је и у аналитичкој хемији где је посебно место нашла у кисело-базној титрацији која се користи за одређивање квантитативних особина раствора познате киселине/базе. У раствор који се испитује додаје се индикатор киселости, који у зависности од  средине мења боју. Затим се приступа титрисању до неутрализације раствора (утврђује се према боји која потиче од индикатора), мерењу утрошка титранта а резултат се добија једноставним стехиометријским пропорцијама.
Реакције неутрализације одвијају се и у организму. Пример су антациди који неутралишу желудачну киселину код особа са појачаним лучењем исте.